# Салий Аристенет
Салий Аристенет (на гръцки: Σαλλ̣ί̣ο̣υ̣ Ἀρ̣ιστεινέτου; на латински: Sallius Aristaenetus) е римски управител на провинция Тракия (legatus Augusti pro praetore Thraciae) по времето на августите Валериан I и Галиен, вероятно между 253 и 255 г.
Името му е известно от надпис на пътна колона издигната от управата на Сердика в дн. с. Вакарел. При управлението му провинция Тракия е силно пострадала от готските нашествия от 248, 251 и 253 г. и е обект на нови нападения. По това време най-големият град на провинцията Филипопол е в развалини. Ново нашествие на готи има през 254 г., при което разорената провинция не представлява интерес за нашествениците. Те се насочват все по на юг като обсаждат Тесалоники (дн. Солун).